# Leonid Slutski
Leonid Víktorovich Slutski (en rus: Леонид Викторович Слуцкий), nascut el 4 de maig de 1971 a Volgograd (Rússia), és un entrenador de futbol i exfutbolista rus. Actualment és l'entrenador del CSKA Moscou.

## Carrera com a jugador
Jugava com porter, però va haver de retirar-se als 19 anys per una lesió de genoll després de caure d'un arbre intentant rescatar el gat d'un veí.

## Carrera com a entrenador
Després d'haver entrenat successivament al FC Olimpia Volgograd el 2000, al FC Elista de 2002 a 2005, FC Moscou de 2005 al 2009 i a Krylya Sovetov Samara el 2009, va signar el 26 d'octubre de 2009 un contracte amb un club d'elit de la Primera divisió de Rússia, el CSKA de Moscou, reemplaçant a l'espanyol Juande Ramos acomiadat després de 47 dies al capdavant del club.
El primer partit que va dirigir va ser el 30 d'octubre a casa davant el Terek Grozny. El CSKA va guanyar gràcies a un gol de Tomáš Necid. El CSKA finalment va acabar 5è en la lliga malgrat les 3 victòries (incloent una en el derbi davant el Spartak de Moscou).
Va aconseguir classificar al CSKA vuitens de final de la Lliga de Campions gràcies a dues victòries: la primera contra el VfL Wolfsburg i la segona davant el Beşiktaş. El 16 de març, va aconseguir fer història amb el CSKA de Moscou en classificar per primera vegada al club als quarts de final de la Lliga de Campions després d'una victòria per 2-1 a Sevilla (havent empatat 1-1 a Moscou).
El 7 d'agost de 2015 es converteix en el nou seleccionador de Rússia, substituint a Fabio Capello. Va dirigir a l'equip nacional rus a l'Eurocopa 2016, però va dimitir després de caure eliminat en la fase de grups.